# Луцкевич Антон Іванович
Анто́н Іва́нович Луцке́вич (біл. Антон Іванавіч Луцкевіч; (17 (29) січня 1874, Шяуляй, Ковенська губернія, тепер Литва) — 23 квітня 1942) — білоруський політик, історик, публіцист і літературознавець. Один із лідерів Білоруської національної революції.
Ініціатор проголошення незалежності Білорусі 1918.
Брат Івана Луцькевича.

## Біографія
Народився 29 січня 1884 в місті Шяуляй.
Після закінчення гімназії в Мінські, навчався на фізико-математичному факультеті Петербурзького і юридичному факультеті Дерптського (нині Тартуського) університетів.
Був одним із засновників Білоруської соціалістичної громади, Білоруської соціал-демократичної партії і Товариства білоруської школи, брав участь в організації випуску перших білоруських періодичних видань «Наша доля», «Наша нива» та «Гоман», був одним з ініціаторів проголошення незалежності Білоруської Народної Республіки.
1918 на Білоруській конференції обраний головою Віленського Білоруської Ради.
З 18 березня 1918 кооптований до Ради Білоруської Народної Республіки. Ініціатор проголошення незалежності Білорусі.
З 9 жовтня 1918 по 1920 — голова Ради Міністрів (народний секретар), з 11 жовтня 1918 до лютого 1920 також і міністр закордонних справ Білоруської Народної Республіки.
Здійснив ряд офіційних візитів, в тому числі у Берлін, Прагу, Київ, Москву.
З початку червня 1919 виїхав до Парижа для участі в мирній конференції. 28 лютого 1920 оголосив в Раді республіки про складання всіх повноважень.
Послідовно відстоював у Польщі права білоруського народу на самовизначення.
В 1921—1939 — директор Білоруського музею у Вільнюсі. Викладав також в Білоруській гімназії. З 1921 голова Білоруського наукового товариства.
У жовтні 1927 заарештований польською владою за висловлювання «на користь» СРСР, виправданий на суді. 1928 відійшов від активної участі в політичному житті. 1929 знову заарештований і знову визнаний невинним.
1930 став одним із засновників «Центросоюзу».
1931 став одним із засновників Білоруської гімназії у Вільнюсі.
30 вересня 1939 — викрадений у Вільнюсі бандою НКВС, переправлений до Мінська і засуджений до 8 років позбавлення волі.
Точний час і місце смерті невідомі. За однією версією, помер в у'язненні 1946. За іншою, розстріляний в серпні 1941 під час евакуації ув'язнених під час втечі росіян з Біларусі. За третьою версією, помер 23 березня 1942 на пересильному пункті Аткарськ Саратовської області (за іншою версією, в Казахстані).
Реабілітований 1989.

## Образ у кінематографі
- У фільмі «Купала», який присвячений білоруському літератору Янці Купалі та долі білоруського національного відродження початку XX століття, брати Луцкевичі з'являються у епізоді коли Купала перебував у Вільнюсі.